# Julius Friedrich Cohnheim
Julius Friedrich Cohnheim (Demmin, 20 luglio 1839 – Lipsia, 15 agosto 1884) è stato un patologo tedesco.
Studiò presso le università di Würzburg, Marburgo, Greifswald, e Berlino, ricevette il dottorato presso l'Università di Berlino nel 1861. Dopo aver proseguito gli studi a Praga, fece ritorno a Berlino nel 1862, dove prestò servizio come chirurgo durante la seconda guerra dello Schleswig contro la Danimarca.
Negli stessi anni diventò assistente presso l'istituto di patologia dell'ateneo berlinese diretto da Rudolf Virchow, carica che mantenne fino al 1868. Durante questo periodo produsse molti scritti.
Fu il primo ad utilizzare il moderno metodo di congelamento dei campioni di tessuto per l'esame.

## Letteratura
E. Gierke: Cohnheim, Julius. In: Allgemeine Deutsche Biographie (ADB). Volumi 55, Presso, Lipsia 1910, S. 729–733